# Kalimantan

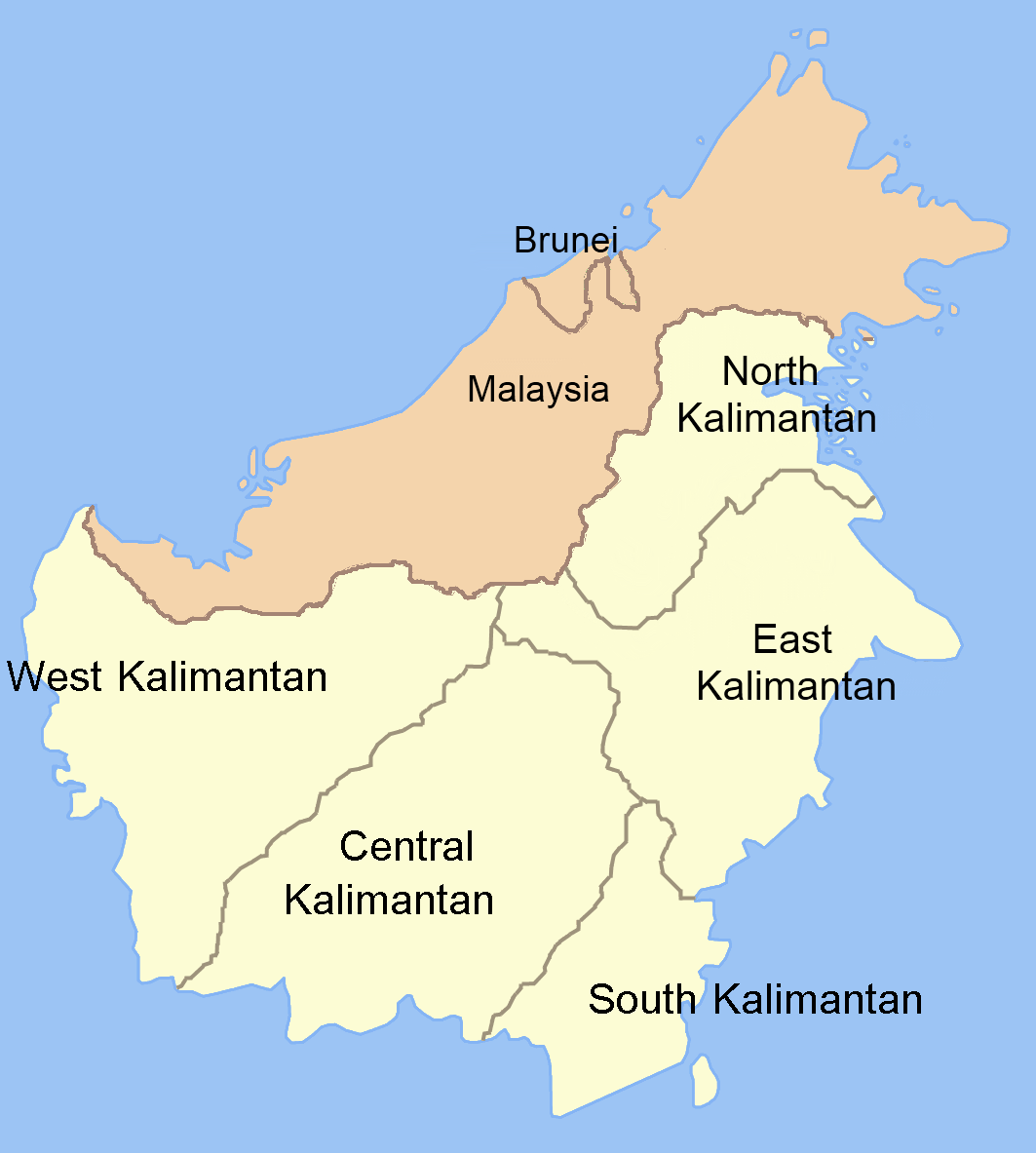
Kalimantan (ljus färg) på Borneo.

Kalimantan refererar oftast till den del av ön Borneo som hör till Indonesien. På indonesiska och flera andra språk används dock namnet Kalimantan om hela ön. 
Administrativt delas den indonesiska regionen in i fyra provinser: Kalimantan Barat, Kalimantan Selatan, Kalimantan Tengah och Kalimantan Timur. Kalimantan utgör till ytan ungefär tre fjärdedelar av Borneo. Den övriga delen av ön utgörs av Brunei och östra Malaysia.